# Панкук, Фабрис
Фабри́с Панку́к (фр. Fabrice Pannekoucke; род. 14 мая 1975) — французский политик, председатель регионального совета Овернь-Рона-Альпы (с 2024 года).

## Биография
Лесничий по образованию.
В 2001 году избран мэром города Сен-Жан-де-Бельвиль, в 2014 году — города Мутье. В 2009 году принял активное участие в создании сообщества коммун Сердце долины Тарантез и был избран его председателем.
Избран депутатом регионального совета Овернь — Рона — Альпы в 2016 году, когда его возглавил Лоран Вокье.
В 2021 году стал заместителем председателя регионального совета по вопросам сельского хозяйства.
5 сентября 2024 года депутаты проголосовали за избрание Панкука председателем регионального совета после отставки Лорана Вокье.